# Castell de Mur
Castell de Mur là một đô thị trong tỉnh Lleida, cộng đồng tự trị Cataluña Tây Ban Nha. Đô thị Castell de Mur có diện tích là ki-lô-mét vuông, dân số năm 2009 là người với mật độ người/km². Đô thị Castell de Mur có cự ly km so với tỉnh lỵ Lleida.